# Somborski šahovski klub
Somborski šahovski klub je šahovski klub iz Sombora.
Najstariji je klub u Srbiji poslije novosadskog šahovskog kluba. 
Klub je osnovan 30. rujna 1922. godine.
Međunarodnu pozornost je stekao između dva svjetska rata kad su u ovom klubu Emanuel Lasker i Aleksandar Aljehin dolazili igrati simultanke.
Klub je postizao velike uspjehe 1960-ih kad je ondašnja Jugoslavija bila svjetskom šahovskom velesilom. 1965. su godine osvojili 5. mjesto u Prvoj ligi. Za pločama su igrali: Ivan Buljovčić, Mašić, Radojević, Čudina, Kostić, Carev, Popov, Krnić, Ema Csanyi i Mirjana Božin.
Od 1964. do 1980. godine Sombor je bio poznat u međunarodnim šahovskim krugovima po memorijalnom turniru na kojem su nastupali poznati šahisti kao što su Aleksandar Beljavski, Robert Hübner, Vlastimil Hort, Jan Timman, Vlastimil Jansa, Behnke, Boris Guljko i Predrag Nikolić.